# كارلوس ألفريدو سانشيز
كارلوس ألفريدو سانشيز (بالإسبانية: Carlos Alfredo Sánchez)‏ (22 أغسطس 1990 في هندوراس - ) هو لاعب كرة قدم هندوراسي في مركز الدفاع.

## وصلات خارجية
- كارلوس ألفريدو سانشيز على موقع قاعدة بيانات كرة القدم.إي يو (الإنجليزية)
- كارلوس ألفريدو سانشيز على موقع ناشيونال فوتبول تيمز (الإنجليزية)
- كارلوس ألفريدو سانشيز على موقع Soccerway.com (الإنجليزية)